# 品川区立小山台小学校
品川区立小山台小学校（しながわくりつ こやまだいしょうがっこう）は、東京都品川区小山台1丁目にある公立小学校。

## 沿革
- 1954年（昭和29年）4月 - 学校設置。校舎は、木造2階建て。低学年のみ2部授業を実施。開校時点の学級数は11教室・12学級、児童数585名。開校記念と校舎落成の両式典挙行。校章を制定。
- 1955年（昭和30年）6月 - 教室を増築、校長室と職員室ができ、低学年の2部授業を解消。
- 1956年（昭和31年）3月 - 第1回卒業証書授与式挙行。教室（普通教室・音楽室・図工室）増築。
- 1957年（昭和32年）9月 - 校庭拡張。
- 1959年（昭和34年）4月 - 校歌を制定し、発表会開催。
- 1961年（昭和36年）7月 - プール竣工。
- 1963年（昭和38年）2月 - 体育館竣工。
- 1972年（昭和47年）1月 - 鉄筋校舎第一期工事竣工。
- 1975年（昭和50年）3月 - 鉄筋校舎と屋上プール竣工。
- 1982年（昭和57年）8月 - 校庭ダスト舗装。
- 1999年（平成11年）10月 - パソコン設置。
- 2004年（平成16年）
  - 10月 - すまいるスクール開設。
  - 11月 - 開校50周年記念式典挙行。
- 2005年（平成17年）8月 - 校庭改修。
- 2006年（平成18年）4月 - 小中一貫教育開始。
- 2008年（平成20年）
  - 8月 - 耐震工事完了。
  - 9月 - 体育館改修工事完了。
- 2014年（平成26年）11月 - 開校60周年記念式典挙行。
- 2016年（平成28年）8月 - プール改修。

## 教育目標
- ○進んで学習する子
- ○協力し助け合う子
- ○心身ともにたくましい子

## 通学区域
- 小山台1丁目（1番～31番・32番(8号～18号)・33番(1号～4号)）、小山台2丁目（全域）[1]
  - なお、本校学区は、目黒区に接しているため、小山台2丁目の一部では、本校より目黒区立不動小学校の方が近い地域がある。

## 進学先中学校
- 品川区立荏原第一中学校[1]

## アクセス
- 東急電鉄目黒線武蔵小山駅から、徒歩約410m・約7分。

## 周辺
- 林試の森公園（「南門」が、学校に一番近い。）
- 東京都立小山台高等学校